# Metacmaeops vittata
Metacmaeops vittata är en skalbaggsart som först beskrevs av Nils Samuel Swederus 1787.  Metacmaeops vittata ingår i släktet Metacmaeops och familjen långhorningar. Inga underarter finns listade i Catalogue of Life.